# Vyacheslav Skomorokhov
 (juillet 2025).
Si vous disposez d'ouvrages ou d'articles de référence ou si vous connaissez des sites web de qualité traitant du thème abordé ici, merci de compléter l'article en donnant les références utiles à sa vérifiabilité et en les liant à la section « Notes et références ».
Vyacheslav Semenovych Skomorokhov (en ukrainien : В’ячеслав Семенович Скоморохов ; né le 4 octobre 1940 à Starobilsk - mort en 1992 à Louhansk) est un athlète représentant l'Union soviétique, spécialiste des courses d'obstacles.

## Biographie
Dans son enfance, lorsqu'il apprenait encore à parler, le petit Viacheslav est devenu presque totalement sourd à la suite de complications post-grippales. Par conséquent, il ne comprenait ses interlocuteurs que par les signes, et il ne les entendait que lorsqu'on lui criait dans l'oreille; il entendait également le coup du pistolet du starter.
À l'âge de 19 ans, Skomorokhov est venu s'entrainer chez Yévguéni Boulantchik. À l'époque son record personnel aux 110 m haies était de 16,6 s, et son rêve était de battre le record mondial pour sourds (14,6 s). Il a progressé rapidement, et en 1965 il est devenu champion de l'URSS aux 200 m haies et deuxième aux 110 m. Aux Jeux mondiaux pour les Sourds il est devenu champion à trois reprises.
Début 1967 Viacheslav a subi une intervention abdominale compliquée, à la suite de laquelle les médecins lui ont conseillé d'éviter tout entrainement pendant six mois. Pourtant, Skomorokhov a réussi à se préparer pour la saison suivante. Aux Jeux Olympiques de 1968[Lesquels ?] il est arrivé 5e avec un nouveau record de l'URSS; l'année suivante il est devenu champion d'Europe, et son résultat aux championnats de l'URSS a été le meilleur résultat mondial de la saison. Mais la maladie a continué à le traquer : en raison d'une suite de maladies il n'a pas pu se préparer suffisamment pour les championnats d'Europe de 1971, et pendant la saison 1972 il a subi un traumatisme grave.

### Palmarès
| Date | Compétition             | Lieu     | Résultat | Épreuve     | Performance |
| ---- | ----------------------- | -------- | -------- | ----------- | ----------- |
| 1966 | Jeux européens en salle | Dortmund | 4e       | 60 m haies  | 7 s 9       |
| 1966 | Championnats d'Europe   | Budapest | 7e       | 110 m haies | 14 s 2      |
| 1968 | Jeux olympiques         | Mexico   | 5e       | 400 m haies | 49 s 21     |
| 1969 | Championnats d'Europe   | Athènes  | 1er      | 400 m haies | 49 s 7      |
| 1971 | Championnats d'Europe   | Helsinki | 7e       | 400 m haies | 50 s 8      |

### Records
| Épreuve          | Performance | Lieu   | Date |
| ---------------- | ----------- | ------ | ---- |
| 400 mètres haies | 49 s 12     | Mexico | 1968 |

## Source
- (ru) Cet article est partiellement ou en totalité issu de l’article de Wikipédia en russe intitulé « Скоморохов, Вячеслав Семёнович » (voir la liste des auteurs).